# Tommy Hamill
Thomas „Tommy“ Hamill (* 4. März 1929 in Ligoniel; † 28. März 1996) war ein nordirischer Fußballspieler. Als Mittelläufer spielte er zwischen 1947 und 1962 kontinuierlich für den Linfield FC und gewann mit dem Klub sechs nordirische Meisterschaften sowie dreimal den Pokal. Obwohl er zu keinem Länderspiel für die nordirische A-Nationalmannschaft kam, war er Teil des Kaders anlässlich der WM-Endrunde 1958 in Schweden. Dort kam er jedoch nicht zum Einsatz und war lediglich in der Heimat „auf Abruf“.

## Sportlicher Werdegang
Hamill wurde in Ligoniel, einem Vorort von Belfast, geboren und wuchs in der nordirischen Hauptstadt in Woodvale (im Stadtteil Court) auf. Der „Rotschopf“, der dem Beruf des Hafenarbeiters nachging, erlernte das Fußballspielen bei den Queen’s Island Woodworkers und war dort zunächst Mittelstürmer, bevor er es ihn zur Saison 1947/48 zum Erstligisten Linfield FC zog. Er debütierte am 20. September 1947 beim 5:1-Auswärtssieg gegen Ballymena United und festigte in den folgenden Jahren seinen Stammplatz als Abwehrspieler, zumeist in der Rolle des Mittelläufers. In anderthalb Jahrzehnten gewann er sechsmal die nordirische Meisterschaft (in den Jahren 1950, 1954, 1955, 1956, 1959 und 1960/61) sowie dreimal den Pokal (in den Jahren 1950, 1953 und 1960). Dabei führte er sein Team in den späteren Jahren als Kapitän an.
Trotz dieser Beständigkeit beim nordirischen Seriensieger kam Hamill in der nordirische A-Nationalmannschaft zu keinem Länderspiel. Vielmehr absolvierte er zwischen 1953 und 1958 insgesamt 14 Auswahlspiele der nordirischen Liga gegen andere Nationen und wurde besonders lobend erwähnt für seine Leistung in einem direkten Duell gegen Englands Nat Lofthouse. Darüber hinaus bestritt er im Jahr 1957 ein Länderspiel für die nordirische B-Mannschaft gegen Rumänien. Etwas überraschend wurde er dann in den nordirischen Kader für die WM-Endrunde 1958 in Schweden berufen, kam jedoch im Turnier selbst nicht zum Zug und verweilte „auf Abruf“ in der Heimat. Nächster Meilenstein war für ihn die Teilnahme am Europapokal der Landesmeister, als er beide Vorrundenspiele gegen den IFK Göteborg bestritt, wobei das 2:1 im Hinspiel im August 1959 (nach zwei Treffern von Jackie Milburn) nicht reichte und der Verein nach einem 1:6 in Schweden ausschied. In seiner letzten Saison 1961/62 verlor er seinen Stammplatz an Sammy Hatton und kam nur noch in vier Partien zum Zug. Sein letztes Spiel war eine 0:2-Niederlage am 31. März 1962 gegen den Coleraine FC. In der Spielzeit 1962/63 betreute er die Linfield Rangers, also die Reservemannschaft des Linfield FC. Er verstarb Ende März 1996 im Alter von 67 Jahren.

## Titel/Auszeichnungen
- Nordirische Meisterschaft (6): 1949/50, 1953/54, 1954/55, 1955/56, 1958/59, 1960/61
- Nordirischer Pokal (3): 1949/50, 1952/53, 1959/60
- Gold Cup (5): 1949/50, 1950/51, 1955/56, 1957/58, 1959/60
- Ulster Cup (3): 1955/56, 1956/57, 1959/60
- City Cup (4): 1949/50, 1950/51, 1957/58, 1958/59